# La Mailleraye-sur-Seine
La Mailleraye-sur-Seine foi uma comuna francesa na região administrativa da Normandia, no departamento de Sena Marítimo. Estendia-se por uma área de 44,15 km². Em 2010 a comuna tinha 2 594 habitantes (densidade: 58,8 hab./km²).
Em 1 de janeiro de 2016, passou a formar parte da nova comuna de Arelaune-en-Seine.